# 조선불교청년회 축구단

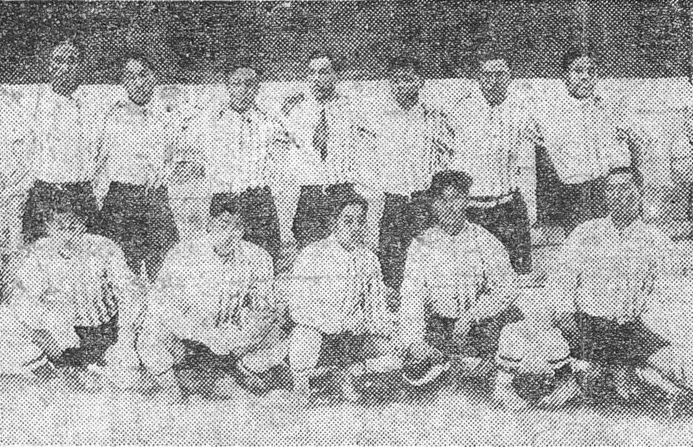
제3회 전조선축구대회에서 우승한 조선불교청년회 축구단의 모습

조선불교청년회 축구단(朝鮮佛敎靑年會蹴球團)은 일제강점기 조선 경기도 경성부에 있었던 축구 선수단이다. 1917년에 창단되었고 1925년에 해단되었다.

## 역사
휘문의숙 출신들이 주축이 되어 창단되었다. 당시 휘문의숙에는 양산 통도사 및 합천 해인사 등의 스님 제자들이 많이 수학하고 있어 이들 스님의 주선으로 축구팀을 조직하게 된 것이다. 불교청년회는 창단 이후 전조선축구대회에서 2차례 우승과 3차례 준우승을 차지하며 강호로 군림한다. 대표적 선수로는 송덕기, 이규순, 정범교, 이건표(훗날 조선축구단의 감독)이 있다.
1920년대, 불교청년회는 평양의 무오 축구단과 라이벌 관계를 가지며 각종 대회의 중요 길목에서 마주쳐 2승 2패의 동률을 기록한다. 이 두 팀간의 라이벌 구도는 이후 경평전의 라이벌구도로 이어진다. 불교청년회는 재정적 어려움으로 인해 창단 8년만인 1925년 4월 해체되지만, 이들은 곧바로 호남 출신의 대부호 백명곤에 의해 발족한 조선축구단의 선수 진용으로 그대로 이어진다.

## 선수
- 김윤옥[2]
- 김정식[3]
- 김종만[2]
- 김현창[2]
- 김훈기[3]
- 손재순[2]
- 송덕기[2]
- 이건표[2]
- 이규순[2]
- 이승복[2]
- 정범교[2]
- 조한순[2]
- 황점용[2]

## 역대 주요 성적
- 전조선축구대회
  - 우승 ● 2회: (1922, 1923)
  - 준우승 ● 1회: (1922)

## 시즌별 성적
| 시즌 | 대회                                       | 참가 | 경기 | 승 | 무 | 패 | 득 | 실 | 차 | 승점 | 순위    |
| ---- | ------------------------------------------ | ---- | ---- | -- | -- | -- | -- | -- | -- | ---- | ------- |
| 1921 | 전국체육대회 축구 청년부                   | 11   | 1    | 0  | 1  | 0  |    |    |    |      | 1라운드 |
| 1921 | 평양기독교청년회 전국전조선축구대회 사회부 | 8    | 1    | 0  |    |    |    |    |    |      | 8강     |
| 1922 | 전국체육대회 축구 청년부 (2월)             | 11   | 4    | 3  | 0  | 1  | 7  | 4  | +3 |      | 준우승  |
| 1922 | 전국체육대회 축구 청년부 (11월)            | 12   | 4    |    |    | 0  |    |    |    |      | 우승    |
| 1922 | 평양기독교청년회 전국전조선축구대회 사회부 | 11   | 1    | 0  | 0  | 1  |    |    |    |      | 1라운드 |
| 1922 | 동아일보 마산지국 전조선축구대회           | 10   | 3    | 3  | 0  | 0  | 6  | 0  | +6 |      | 우승    |
| 1923 | 전국체육대회 축구 청년부                   | 7    | 3    | 3  | 0  | 0  | 7  | 3  | +4 |      | 우승    |
| 1923 | 평양기독교청년회 전국전조선축구대회 청년부 | 9    | 4    | 4  | 0  | 0  |    |    |    |      | 우승    |
| 1924 | 전국체육대회 축구 청년부                   | 5    | 2    | 0  | 1  | 1  | 1  | 5  | -4 |      | 4강     |

## 수상 기록
| 시즌 | 대회                                   | 수상   |
| ---- | -------------------------------------- | ------ |
| 1922 | 전국체육대회 축구 청년부 (2월)         | 준우승 |
| 1922 | 전국체육대회 축구 청년부 (11월)        | 우승   |
| 1922 | 동아일보 마산지국 전조선축구대회       | 우승   |
| 1923 | 전국체육대회 축구 청년부               | 우승   |
| 1923 | 평양기독교청년회 전조선축구대회 청년부 | 우승   |

## 참고 문헌
- “KFA 통합경기정보 시스템”. 대한축구협회.
- “스포츠지원포털 등록 현황”. 대한체육회.
- “대한체육회 국내종합경기대회”. 대한체육회.
- 《대한체육회 50년》. 대한체육회. 1970. 2020년 11월 8일에 원본 문서에서 보존된 문서. 2022년 11월 5일에 확인함.
- 《대한체육회 70년사》. 대한체육회. 1990. 2020년 11월 8일에 원본 문서에서 보존된 문서. 2022년 11월 5일에 확인함.
- 《대한체육회 90년사》. 대한체육회. 2011. 2020년 11월 8일에 원본 문서에서 보존된 문서. 2022년 11월 5일에 확인함.
- 대한체육회 100주년 기념사업부 (2020). 《대한민국 체육 100년》. 대한체육회.
- 대한축구협회 (1986). 《韓國蹴球百年史(한국축구백년사)》. 라사라.
- 이의재 (2010년 1월 25일). “이의재의 축구야사④스님들이 탄생시킨 최초의 프로축구팀”. 베스트일레븐. 2021년 5월 6일에 원본 문서에서 보존된 문서. 2011년 6월 5일에 확인함., 네이버 뉴스
- 정태화 (2020년 7월 7일). “[대한민국 스포츠 100년](38)경평축구이야기③경성축구단과 평양축구단 창단”. 마니아타임즈.

## 같이 보기
- 대한불교청년회
- 조선불교청년회 정구단